# 캐리언 크로스
캐리언 크로스(Karrion Kross)는 1978년 7월 19일에다가 미국의 남자 프로레슬링선수다. 주로 라스베이거스 네바다주에서 태어난 곳이다. 2002년 프로레슬링 입문하면서 시작을 했다. 본명은 케빈 케사르(Kevin Kesar)다. 피니쉬는 런닝 포어암 스매쉬, 크로스 재킷(리어 네이키드 초크), 둠스데이 사이토(사이토 수플렉스), 다운 더 래빗 홀(맨디블 클로우)로 사용을 한다. 키는 192cm(6 ft 4 in)에다가 몸무게는 120kg(270 lb)이다.

## Professional wrestling highlights
- Finishing moves
  - Doomsday Saito (Saito suplex) - 2020-present
  - Down The Rabbit Hole (Mandible claw) - 2015-2018
  - Kross Jacket (Rear naked choke)
  - Running forearm smash to the nape of an opponent from behind - 2020-present
- Signature moves
  - Body slam
  - Jumping dropkick
  - Olympic slam
  - Lariat
  - Running big boot
  - Two handed chokeslam

- Manager
  - Scarlett

- Nicknames
  - "Devil of Monterrey"
  - "Herald of Doomsday"
  - "Rey de la Maldad"
  - "Tollman

- Entrance themes
  - "The Doomsday Legacy" by Kevin Kesar
  - "Grossing the Goon Sea" by Éric Serra
  - "Bloodlust from Last Ten Seconds" dy Your Life
  - "Golden Dawn" by Ministry
  - "Puritania" by Dimmu Borgir
  - "Tortured Minds" by APM Music
  - "Dead Silent" by CFO$

## 수상
- 링 스타 어워드 (2018)
- FSW 월드 헤비웨이트 챔피언 (1회)
- 임팩트 이열 엔 어워즈 포어 원 투 와치 인 2019 (2018)
- MPW 월드 챔피언 (2회)
- MVW 월드 헤비웨이트 챔피언 (2회)
- 랭크드 넘버 96 오브 더 탑 500 싱글즈 레슬링 오브 더 탑 PWI 500 인 2020
- 링 워리어즈 그랜드 챔피언 (1회)
- PWAD 월드 챔피언 (1회)
- REVOLVER 월드 챔피언 (1회)
- WWE NXT 월드 헤비웨이트 챔피언 (2회)